# Стефан Десподов
Стефан Борисов Десподов — Деспо (р. 2 октомври 1950 – п. 6 януари 2015) е български художник, работил в областта на карикатурата, плаката и приложната графика.

## Биография
През 1969 г. завършва строителния техникум „Христо Ботев“ в София, а през 1974 година – Висшия институт за изобразително изкуство „Николай Павлович“, специалност „Плакат“ в класа на проф. Александър Поплилов. Още от 1970 г., започва да участва в изложби в страната и чужбина. Негови творби са представяни на изложби в Монреал, Париж, Бодригера, Амстердам, Страсбург, Лондон, Истанбул, Атина, Западен Берлин, Ахшехир, Сараево.
След дипломирането си започва работа в издателство „Техника“, а по-късно и в издателство „Народна култура“ като художествен редактор, в списание „Глас“ и в „Литературен вестник“. Дълги години работи като плакатист на Народния театър „Иван Вазов“, където прави плакатите за пиеси като „Хъшове“, „Макбет“, „Сако от велур“, „Тартюф“. За работата си в този жанр Десподов казва:
| „ | Преди време колегата-плакатист Божидар Икономов беше направил една акция „Театърът – това съм аз“ […]. Трябваше всеки участник да включи и по едно свое мото. Аз тогава си позволих да напиша, че театралният плакатист е нещо като One Man Show. Защото разиграва пиесата върху един празен лист. При това без думи." | “ |

Десподов е художник-постановчик на три анимационни филма, един от които е „Хороскоп“ от 1974 година със сценарист Йосиф Перец, режисьор Зденка Дойчева и музика Борис Карадимчев.
Карикатури на Десподов са публикувани в периодичния печат в Русия, Полша, Швейцария, Германия, Япония, Италия, Турция, бивша Югославия, Чехия, Германия и Куба. Негови творби са притежание на Националната художествена галерия, Дома на хумора и сатирата в Габрово, Музея на карикатурата в Истанбул, колекция „Уграфис“ в Сараево.
Издал е пет авторски албума:
- 1991 – „Visage de la parole“, Женева, издателство Rousseau,
- 1994 – „Простмодернизъм и други глупости“, София, издателство Лик,
- 1996 – „Лица (портрети на известни автори)“, София, издателство K & M Publishing Company,
- 2007 – „Петдесет години Сатиричен театър „Алеко Константинов“. Галерия Стефан Десподов“, София,
- 2011 – „Стефан Десподов, Театрални плакати“, София, издателство Хелатранс.[5]

Умира на 6 януари 2015 година на 65-годишна възраст.

## Награди
Стефан Десподов е носител на редица награди, измежду които:
- 1973 – III награда на Международен фестивал на карикатурата, Сараево
- 1975 – Специална награда на Международна изложба „Карикатура“ 75, Западен Берлин
- 1976 – Специална награда на Международна изложба, Ахшехир
- 1977 – Бронзов медал, Фестивал на изкуствата, Истанбул
- 1979 – I награда в категория „Стрип“ на Международен фестивал на карикатурата, Конелиано
- 1988 – Годишната награда на името на Илия Бешков на СБХ
- 1992 – Голямата награда на Седмото биенале на театралния плакат, София
- 1992 – Награда на СБА на Седмото биенале на театралния плакат, София
- 1995 – Награда за най-добър плакат на българска пиеса, Първо международно триенале на сценичния плакат, София
- 1997 – Награда „Златно перо“ за принос към българската култура
- 1998 – Голямата награда на Годишната изложба на карикатурата, София, 1998
- 1998 – Голямата награда на Международен фестивал на черния хумор „Humorror“, Букурещ
- 1999 – Голямата награда на Международния фестивал на карикатурата, Порто
- 2003 – Голямата награда на Каriuka Competition, Полтава
- 2004 – Награда за най-добър плакат от български автор, Трето международно триенале на сценичния плакат, София
- 2005 – Първа награда на Трети международен карикатурен конкурс, Бурса
- 2007 – Първа награда на Пети международен карикатурен конкурс, Бурса
- 2007 – Специална награда на Международен конкурс на карикатурата, Есен
- 2009 – Годишната награда на името на Доньо Донев на Софийска община
- 2009 – Първа награда на Международен конкурс на карикатурата, Ниш
- 2010 – Голямата награда на Международен фестивал на карикатурата, Браила
- 2010 – Голямата награда на Международен конкурс за екокарикатура – Сокол баня, Сърбия
- 2011 – Специална награда на Международен конкурс на карикатурата, Истанбул
- 2012 – Голямата награда на Международен салон DICAKO'12, Сеул
- 2012 – Първа награда на Международен салон на графичния хумор, Пернабуко
- 2012 – Първа награда на Международен конкурс на карикатурата на в. „Новые Известия“, Москва[5]
- 2013 – Награда „Златният гъсок“ в категория „Карикатура“ на XXXIII международен фестивал на хумора и сатирата „Кремницке гаги“[8]